# Més perilloses que els homes
Més perilloses que els homes (títol original en anglès: Deadlier Than the Male) és una pel·lícula britànica dirigida per Ralph Thomas, estrenada el 1967. Ha estat doblada al català.

## Argument
Diversos executius d'empreses petrolieres han estat assassinats. L'agent dels serveis especials britànics Hugh "Buldog" Drummond té com a missió detenir un geni criminal que utilitza boniques noies per perpetrar els seus homicidis, que desapareixen sense deixar rastre... Aquestes dones operen sota les ordres d'un sinistre geni criminal, decidit a apoderar-se de concessions petrolieres en territoris àrabs que han quedat vacants, ja que els seus titulars han estat eliminats. Ara haurà de córrer contra el temps per salvar la vida del Rei Fedra, qui es troba en el punt de mira dels assassins.

## Repartiment
- Richard Johnson: Bulldog Drummond
- Elke Sommer: Irma Eckman
- Sylva Koscina: Penelope
- Nigel Green: Carl Petersen
- Suzanna Leigh: Grace
- Steve Carlson: Robert Drummond
- Virginia North: Brenda
- Justine Lord: Peggy Ashenden
- Zia Mohyeddin: King Fedra
- Lee Montague: Boxejador
- George Pastell: Carloggio
- John Stone: David Wyngarde
- Leonard Rossiter: Henry Bridgenorth
- Laurence Naismith: Sir John Bledlow